# Prohatschekia mediterranea
Prohatschekia mediterranea is een eenoogkreeftjessoort uit de familie van de Hatschekiidae. De wetenschappelijke naam van de soort is voor het eerst geldig gepubliceerd in 2007 door Hamza, Boxshall & Kechemir-Issad.